# کنگش (شهرستان ایسیق‌آتا)
کنگش (به قرقیزی: Кеңеш، كەڭەش) یک روستا در قرقیزستان است که در شهرستان ایسیق‌آتا واقع شده‌است. کنگش ۲٬۵۷۱ نفر جمعیت دارد و ۷۴۰ متر بالاتر از سطح دریا واقع شده‌است.